# Epipedobates
Epipedobates là một chi động vật lưỡng cư trong họ Dendrobatidae, thuộc bộ Anura. Chi này có 7 loài và 20% bị đe dọa hoặc tuyệt chủng.

## Loài
Chi này có 7 loài:
- Epipedobates anthonyi (Noble, 1921)
- Epipedobates boulengeri (Barbour, 1909)
- Epipedobates darwinwallacei Cisneros-Heredia and Yánez-Muñoz, 2011[4]
- Epipedobates espinosai (Funkhouser, 1956)
- Epipedobates machalilla (Coloma, 1995)
- Epipedobates narinensis Mueses-Cisneros, Cepeda-Quilindo, và Moreno-Quintero, 2008
- Epipedobates tricolor (Boulenger, 1899)

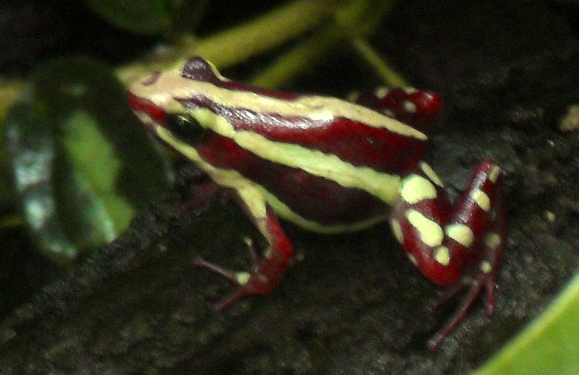
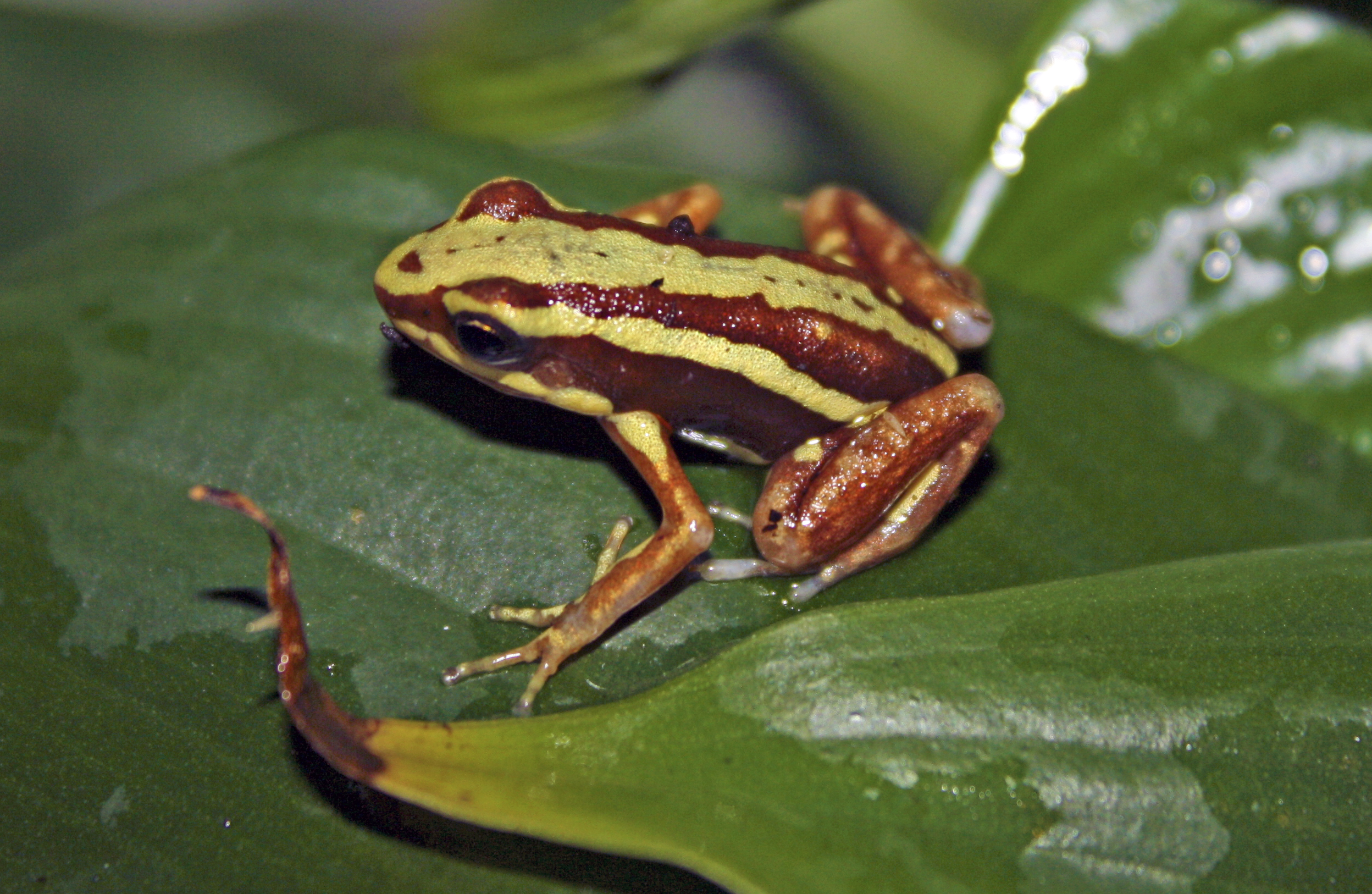
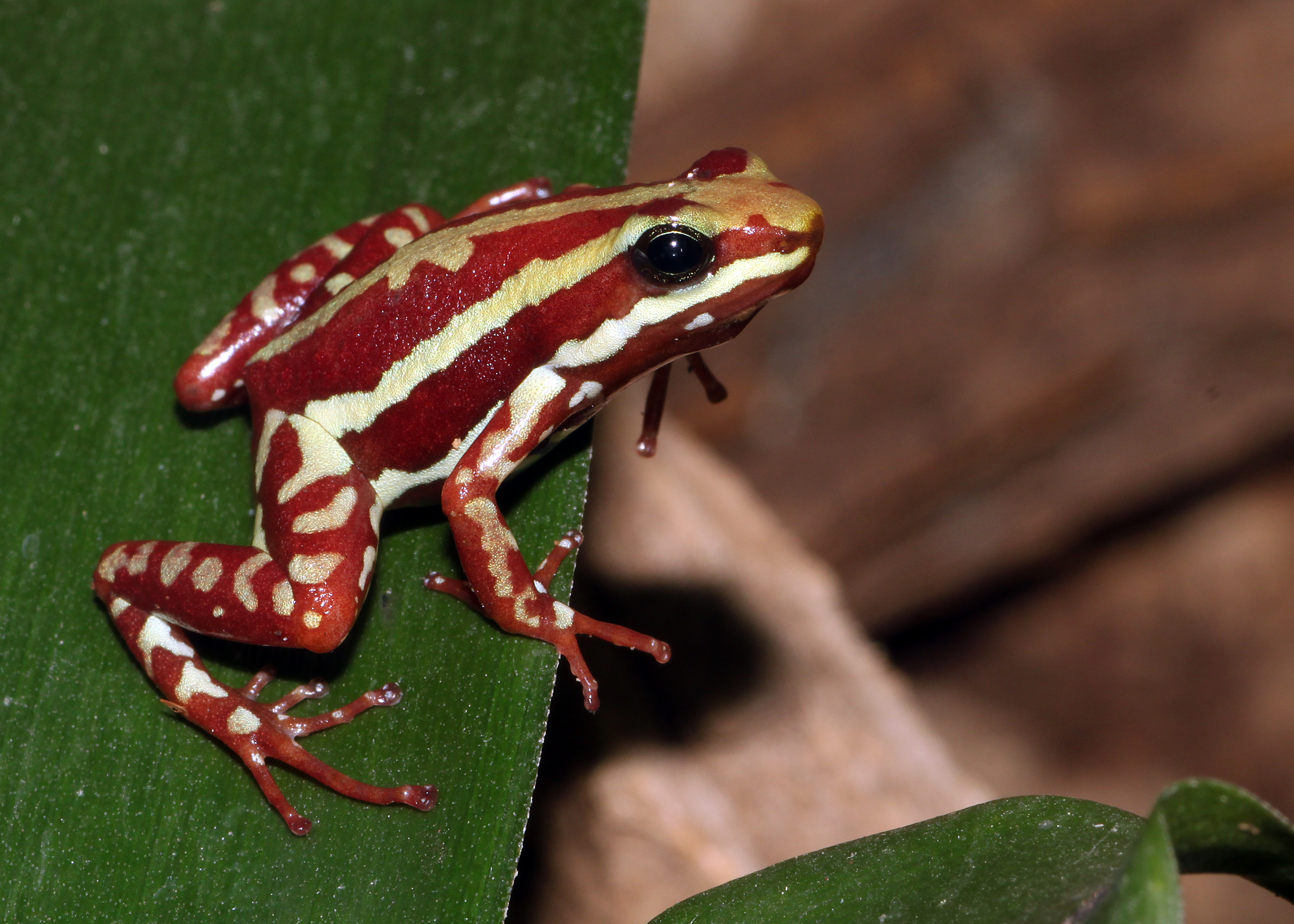

```
== Hình ảnh ==
```